# الصلل (الضليعة)

'

تعديل مصدري - تعديل

الصلل هي إحدى قرى عزلة الضليعة بمديرية الضليعة التابعة لمحافظة حضرموت، بلغ تعداد سكانها 12 نسمة حسب تعداد اليمن لعام 2004.